# Konstytucja Danii
Konstytucja Danii została zapoczątkowana 5 czerwca 1849 roku wraz z końcem trwania rządów absolutnych w Danii. Obowiązująca do dziś konstytucja datowana jest na rok 1953.
Konstytucja pochodząca z 1849 roku utworzyła bikameralny parlament, Rigsdag składający się z dwóch izb, Landstingu oraz Folketingetu. Konstytucja ograniczyła władze monarchy, chroniła podstawowe prawa człowieka oraz dopuszczała wstąpienie na tron duński, kobiety. Oprócz tego konstytucja umożliwiała uprawnienia konstytucyjne rządzącym w parlamencie dzięki czemu np. Ministerstwo Finansów może poprosić o ekspertyzę w sprawie budżetu narodowego osobę spoza Danii i tym samym nie łamiąc obowiązującego prawa duńskiego.

## Historia
Pierwszą duńską konstytucją była Lex Regia (Prawo Królewskie) pochodząca z 1665 roku. Nie była to jednak typowa konstytucja, lecz ustawa, która dawała ówczesnemu królowi Danii Fryderykowi III Oldenburg władze absolutną i zastąpienie panującego wówczas systemu feudalnego. Władza absolutna panowała w Danii aż do panowania króla Fryderyka VII, który zgodził się na podpisanie konstytucji w dniu 5 czerwca 1849 roku. Odtąd dzień 5 czerwca stał się dniem wolnym od pracy.

## Galeria

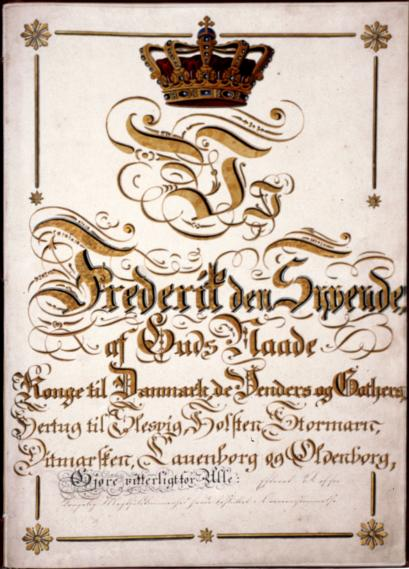
Konstytucja z 1849 roku
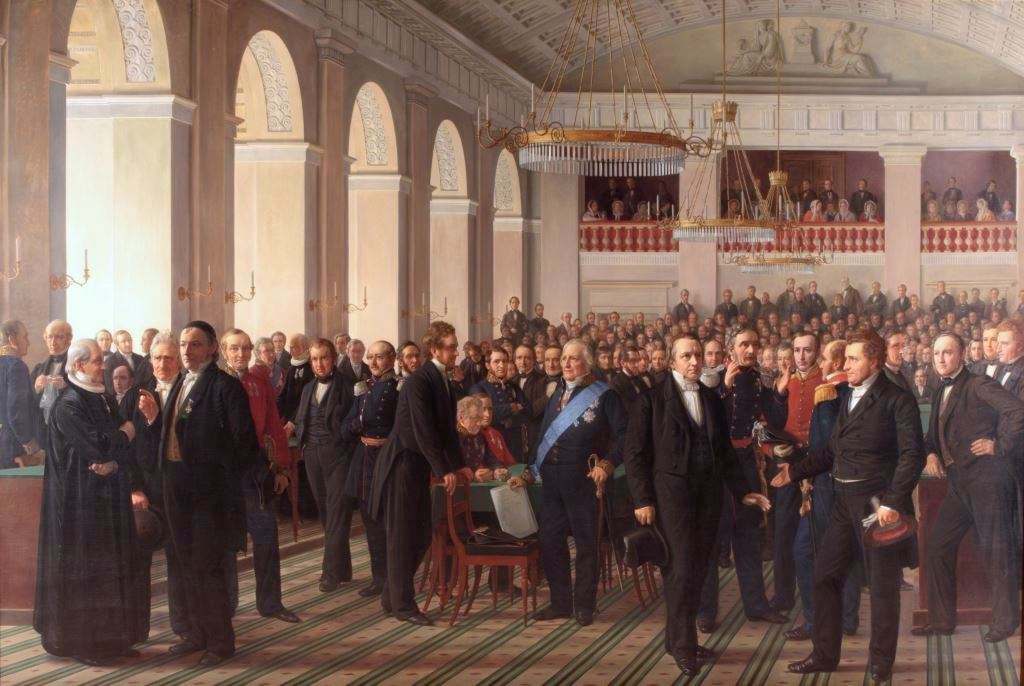
Zgromadzenie Narodowe (obraz namalowany przez Constantina Hansena)